# ديفيد هال (لاعب اتحاد الرغبي)
ديفيد هال (بالإنجليزية: David Hall)‏ هو لاعب اتحاد الرغبي نيوزيلندي، ولد في 16 أبريل 1980 في Winton, New Zealand ‏ في نيوزيلندا.